# Octavi Gil Pujol
Octavi Gil Pujol   (Barcelona, 1996) és un traductor, editor i dissenyador català.
El 2018, es va graduar en Traducció i Interpretació a la Universitat Autònoma de Barcelona i el 2020 va debutar en l'àmbit professional de la traducció. Entre d'altres, ha traduït obres de Minna Salami, Noam Chomsky, Robert Eaglestone i Sally Rooney al català. En destaca Els americans indocumentats, escrit per Karla Cornejo Villavicencio i traduït i editat per Gil, que va ser finalista del National Book Award del 2020.
A banda, d'ençà del 2014 fa d'editor, dissenyador i maquetista a l’editorial Saldonar, i treballa amb certa freqüència amb altres editorials en les diverses fases del procés de producció d’un llibre.

## Traduccions
- Senyals de llum. La jove generació que construeix la nova Xina d'Alec Ash (Saldonar, 2020)[4]
- L'altra banda de la muntanya. Com veuries el món si no te l'expliqués un home blanc europeu de Minna Salami (Sembra Llibres, 2020)[5]
- Ultradeta de Cas Mudde (Saldonar, 2020)[6]
- La literatura. Per què és important de Robert Eaglestone (Saldonar, 2020)[7]
- Senyals de llum. La jove generació que construeix la nova Xina d'Alec Ash (Saldonar, 2020)[8]
- Ultradreta. Decàleg per entendre d'on ve i on va l'onada que amenaça la democràcia de Cas Mudde (Saldonar, 2020)[9]
- L’armadura del rei d'Albert Calatrava, Ana Pardo de Vera i Eider Hurtado (Ara Llibres, 2021)[9]
- Els mitjans. Per què són importants de Nick Couldry (Saldonar, 2021)[9]
- Sobre l’anarquisme de Noam Chomsky (Sembra Llibres, 2021)[10]
- On ets, món bonic de Sally Rooney (Edicions del Periscopi, 2021)[11][12][13]
- La dona sense vel. La idea sempre era la mateixa: ensenyar-nos a obeir sense pensar de Yasmine Mohammed (Saldonar, 2021)
- Un dia tot això serà teu d'Adrian Tchaikovsky (Editorial Chronos, 2021)[14]
- Els americans indocumentats. El preu físic i mental del somni americà per a onze milions de persones de Karla Cornejo Villavicencio (Saldonar, 2021)[15]
- El partit dels panteres negres de David F. Walker i Marcus Kwame Anderson (Tigre de Paper, 2022)[16][17]
- La màquina del temps de H. G. Wells (Sembra Llibres, 2022)[14]
- Fundació d'Isaac Asimov (Raig Verd, 2022)[18]
- Mascota d'Akwaeke Emezi (Raig Verd, 2022)[19]
- Almenys ho vas intentar. La recerca de la utopia a AUROVILLE, una història d’amor i de mort d'Akash Kapur (Saldonar, 2023)[20]
- Fundació i Imperi d'Isaac Asimov (Duna Llibres, 2023)[21]
- Que no s'apagui la flama de Miriam Toews (Editorial Les Hores, 2023)[22][23][24]
- Bitter d'Akwaeke Emezi (Indòmita, 2023)[19]
- Illes de l'abandonament de Cal Flyn (Saldonar, 2023)[18]
- Gossos de guerra d'Adrian Tchaikovsky (Editorial Chronos, 2023)
- Petits mons de Caleb Azumah Nelson (Editorial Les Hores, 2023)[25]
- Random Family d'Adrian LeBlanc (Saldonar, 2024)[26][27]
- Manifest sense fronteres d'Ai Weiwei (Saldonar, 2024)[28][29]
- Segona fundació d'Isaac Asimov (Duna Llibres, 2024)[21]
- La mort del conjurador de Rudolph Fisher (Biblioteca Clandestina, 2024)[30]
- Qui alimenta el món en realitat de Vandana Shiva (Tigre de Paper 2024)
- El guàrdia de Sing Sing de Ted Conover (Saldonar, 2024)[31]
- Meldecaps d'Adrian Tchaikovsky (Editorial Chronos, 2024)
- Refugia'm de Jacqueline Woodson (Sembra Llibres, 2025)[32][33]
- Aquí, però no del tot de Lillian Ross (Saldonar, 2025)[34]
- La vida del llibreter A. J. Fikry de Gabrielle Zevin (Edicions del Periscopi, 2025)[35][36][37]